# Lance Berwald
Lance Patrick Berwald (Minneapolis, 5 agosto 1961) è un ex cestista statunitense, professionista in Spagna e in Grecia.